# Seznam leteckých společností zakázaných v Evropské unii
Seznam leteckých společností zakázaných v Evropské unii je seznam aerolinií, které neplní požadavky EU pro vstup do vzdušného prostoru jakékoliv ze členských zemí. První verze seznamu byla zveřejněna v roce 2006 mezinárodním leteckým úřadem JAA. Od roku 2009 je vydáván jeho následovníkem – Evropskou agenturou pro bezpečnost letectví (EASA).
Letecké společnosti buď mají celkově zakázáno vstup do EU, nebo smí létat do EU jen s určitým typem letadla – „Annex B".

## Zakázané letecké společnosti dle zemí
K 16. dubnu 2019 obsahoval tento seznam 120 leteckých společností, z toho 114 certifikovaných v šestnácti státech a 6 jednotlivých leteckých společností.
Seznam z prosince 2016:
| Země                           | Zakázané aerolinky                                                                          | Poznámky                                                            |
| ------------------------------ | ------------------------------------------------------------------------------------------- | ------------------------------------------------------------------- |
| Afghánistán                    | Všechny                                                                                     |                                                                     |
| Angola                         | Všechny kromě TAAG Angola Airlines                                                          | Smí do EU létat jen s určitým typem letadla                         |
| Benin                          | Všechny                                                                                     |                                                                     |
| Republika Kongo                | Všechny kromě Equatorial Congo Airlines                                                     |                                                                     |
| Konžská demokratická republika | Všechny                                                                                     |                                                                     |
| Džibutsko                      | Všechny                                                                                     |                                                                     |
| Rovníková Guinea               | Všechny                                                                                     |                                                                     |
| Eritrea                        | Všechny                                                                                     |                                                                     |
| Gabon                          | Všechny kromě Nouvelle Air Affaires Gabon a Afrijet Business Service                        | Obě společnosti smí do EU létat jen s určitým typem letadla         |
| Indonésie                      | Všechny kromě Premiair, Garuda Indonesia, Citilink, Lion Air, Batik Air a Indonesia AirAsia |                                                                     |
| Irák                           | Iraqi Airways                                                                               |                                                                     |
| Írán                           | Iran Aseman Airlines                                                                        |                                                                     |
| Kazachstán                     | Všechny kromě Air Astana                                                                    |                                                                     |
| Kyrgyzstán                     | Všechny                                                                                     |                                                                     |
| Libérie                        | Všechny                                                                                     |                                                                     |
| Libye                          | Všechny                                                                                     |                                                                     |
| Svatý Tomáš a Princův ostrov   | Všechny                                                                                     |                                                                     |
| Nepál                          | Všechny                                                                                     |                                                                     |
| Severní Korea                  | Air Koryo                                                                                   | Dvě letadla Tupolev Tu-204 registrovaná P-632 a P-633 jsou povolena |
| Sierra Leone                   | Všechny                                                                                     |                                                                     |
| Súdán                          | Všechny                                                                                     |                                                                     |
| Sýrie                          | Všechny                                                                                     |                                                                     |
| Surinam                        | Blue Wing Airlines                                                                          |                                                                     |

## Letecké společnosti odstraněné ze seznamu
V červnu 2016 byly ze seznamu odstraněny: madagaskarské Air Madagascar, íránské Iran Air, indonéský Lion Air, Citilink, Batik Air, kazašské SCAT a všechny aerolinky Zambie.